# Packard Convertible
Packard Convertible – samochód osobowy marki Packard z nadwoziem kabriolet, produkowany w latach modelowych 1953−1954, w ramach 26. i 54. serii aut tego producenta. Nie nosił nazwy modelu, jedynie markę Packard, a określenie Convertible oznaczało rodzaj nadwozia (kabriolet). Napędzany był silnikami R8 o pojemności 5,4 lub 5,9 l.

## Historia modelu

### 26 seria (model 1953)
Samochód określony po prostu jako Convertible (kabriolet) pojawił się w listopadzie 1952 roku w 26. serii samochodów marki Packard, odpowiadającej 1953 rokowi modelowemu w amerykańskim przemyśle samochodowym. Był następcą modelu Packard 250 Convertible, produkowanego od 1951 roku modelowego. Należał do rodziny modeli oznaczonej serią 2631, obok dwudrzwiowego hardtopu Mayfair i bardziej luksusowego kabrioletu Caribbean. 

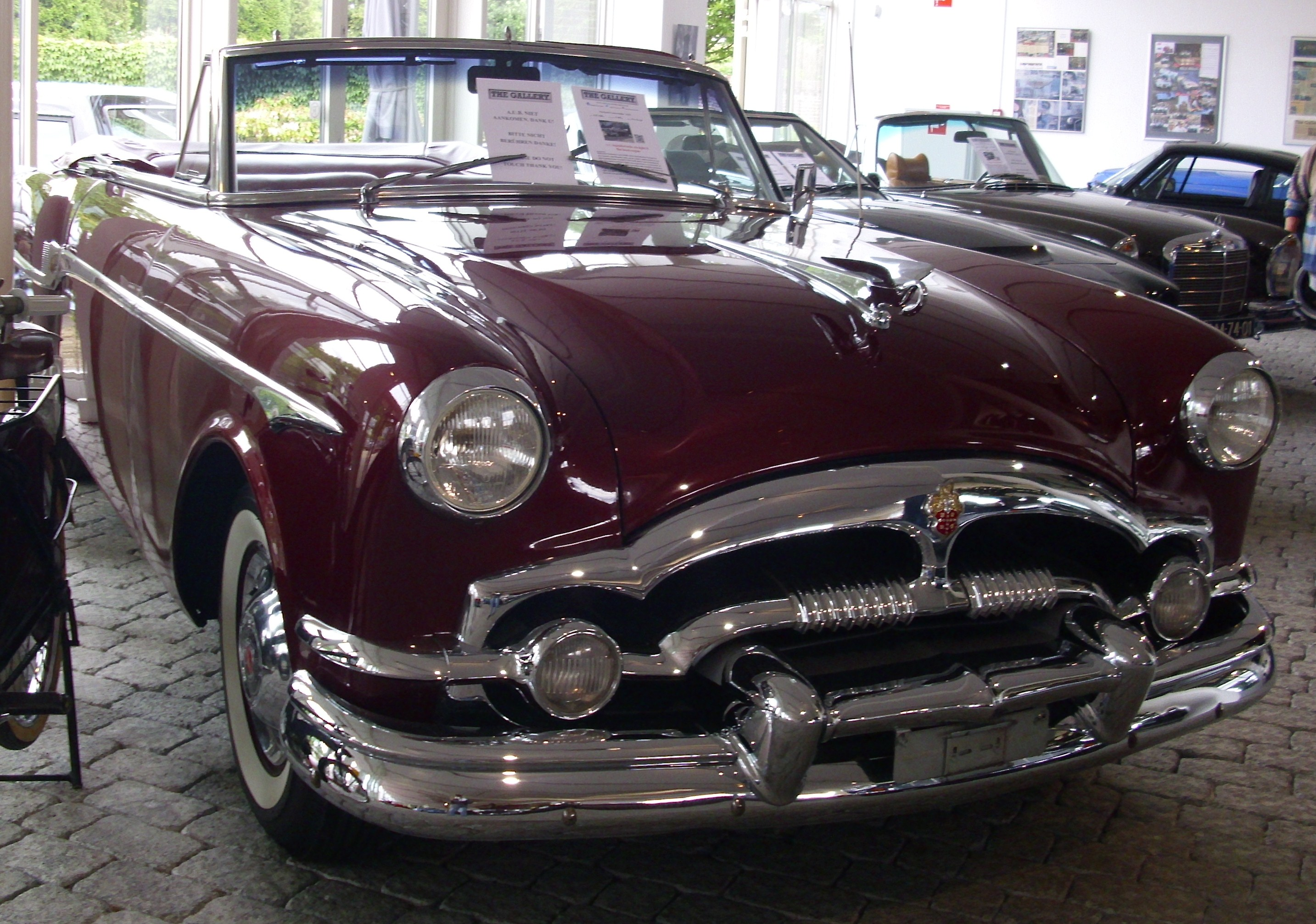
1953 Packard Convertible

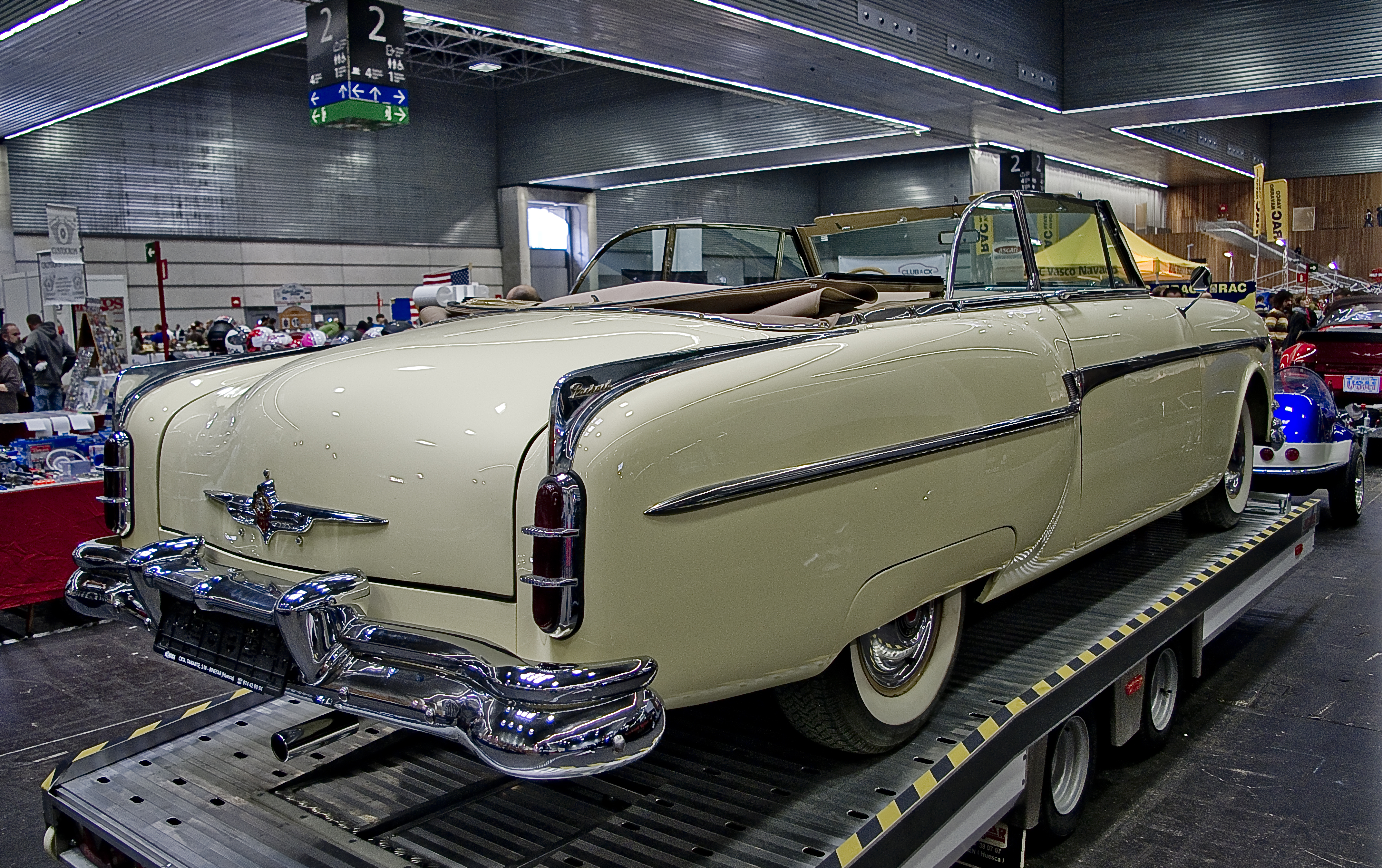
1953 Packard Convertible

Konstrukcja nowego kabrioletu, o kodzie fabrycznym 2679, była oparta na poprzednim modelu, z takim samym rozstawem osi 122 cale (3,1 m). Wykorzystywał on także nadwozie wprowadzone w 1951 roku modelowym, z niewielkimi zmianami stylistycznymi, głównie dotyczącymi atrapy chłodnicy i ozdób. Grill zachował grubą górną wygiętą chromowaną belkę o kształcie przyrównywanym do jarzma dla wołów (ox-yoke), natomiast poniżej umieszczono cieńszą równoległą wygiętą belkę, przechodzącą na boki nadwozia, na której umieszczone były okrągłe światła postojowe. Na masce była ozdoba w formie łabędzia lub pelikana (za dopłatą 13 dolarów). Nowa była boczna listwa ozdobna, ciągnąca się ponad przednim nadkolem do wyoblenia tylnego błotnika, gdzie łączyła się z przebiegającą nieco niżej listwą na tylnym błotniku. Na górnej tylnej krawędzi błotników tylnych dodano małe ozdobne chromowane płetwy. Na masce mogła być  umieszczona ozdoba w formie stylizowanego łabędzia lub pelikana (za dopłatą 13 dolarów). 
Samochód miał najmocniejszy silnik w gamie Packarda – rzędowy ośmiocylindrowy dolnozaworowy (L-head) o pojemności 327 cali sześciennych (5,4 l), wzmocniony od poprzedniego roku przez dodanie czterogardzielowego gaźnika i rozwijający moc 180 KM. Dostępna była standardowo trzybiegowa mechaniczna skrzynia biegów, a za dopłatą nadbieg (110$) lub automatyczna skrzynia biegów Ultramatic (199$), z dwoma wybieranymi zakresami przełożeń do przodu: niskim i wysokim. W standardowym wyposażeniu kabrioletu znajdowała się skórzana i syntetyczna tapicerka oraz elektrycznie składany dach. Za dopłatą były dostępne między innymi: radio (97–118$), skórzana tapicerka, elektrycznie regulowane fotele i opuszczane szyby (153$), wspomaganie kierownicy (195$) i hamulców.
Packard Convertible o kodzie fabrycznym 2679 został wyprodukowany w liczbie 1518 sztuk. Cena bazowa bez wyposażenia dodatkowego wynosiła 3486 USD.

### 54 seria (model 1954)
W grudniu 1953 roku wprowadzono na 1954 rok nieznacznie zmodyfikowane zewnętrznie modele Packarda, oznaczane według nowego schematu jako seria 54. Packard Convertible był teraz oznaczony kodem fabrycznym 5479 i należał do rodziny modeli 5431, wraz z luksusowym kabrioletem Caribbean i hardtopem, przemianowanym na Packard Pacific. 

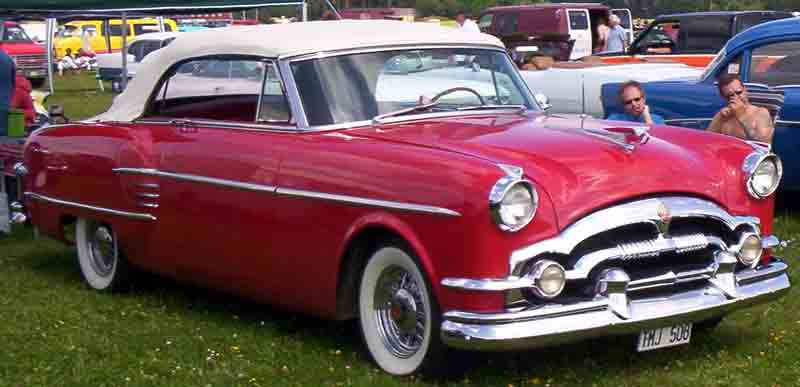
1954 Packard Convertible

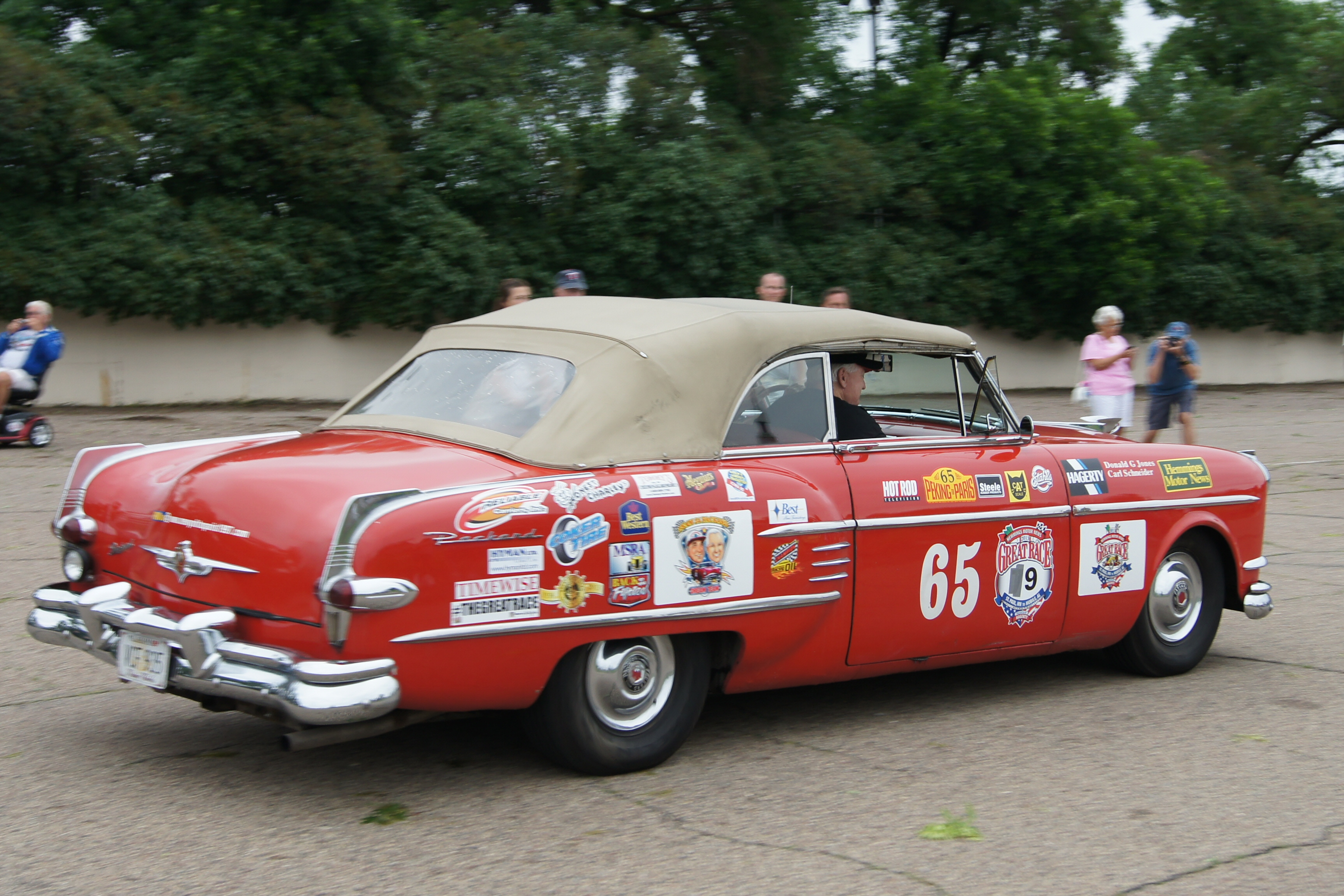
1954 Packard Convertible

Konstrukcja była oparta na modelu zeszłorocznym, również nadwozie pozostało takie samo z drobnymi zmianami ozdób.
Grill pozostał taki sam, natomiast zmieniły się listwy boczne. Zamiast ciągłej wygiętej listwy pojawiła się górna prosta listwa, ciągnąca się ponad przednim nadkolem do tylnego błotnika, dolna listwa na tylnym błotniku, oraz trzy krótkie poziome żebra pomiędzy nimi, na przedniej krawędzi wyoblenia tylnego błotnika. Na końcu błotników tylnych dodano nieco większe chromowane płetwy, obejmujące ich tylną krawędź, a po obu bokach płetw umieszczono symetrycznie światła tylne w chromowanych oprawach . Reflektory otrzymały chromowane obwódki tworzące niewielkie kaptury, z małymi płetwami na szczycie.
Samochód otrzymał powiększony silnik rzędowy ośmiocylindrowy dolnozaworowy o pojemności 359 cali sześciennych (5,9 l), rozwijający moc 212 KM. Silnik miał stosunkowo wysoki jak na taką konstrukcję stopień sprężania 8,7:1 i wyposażony był w czterogardzielowy gaźnik oraz posiadał głowicę ze stopów aluminium . Stanowił on najmocniejszy silnik Packarda w tym roku i był dostępny tylko przez jeden rok – był to ostatni rok stosowania przez tego producenta rzędowych silników ośmiocylindrowych przed przejściem na układ V8. Silniki produkowane były w fabryce w Utica. Dostępna była tylko automatyczna skrzynia biegów Ultramatic, wyposażona w rzadko wówczas stosowaną blokadę przekładni hydrokinetycznej, polepszającą wykorzystanie mocy i ekonomikę jazdy. Skrzynia miała dwa wybierane zakresy przełożeń do przodu: niski dla jazdy pod górę i hamowania silnikiem oraz wysoki dla normalnej jazdy. Była ceniona z uwagi na swoją konstrukcję, lecz nie zapewniała dobrego przyspieszenia ze startu zatrzymanego w położeniu dla normalnej jazdy, dlatego część użytkowników startowała z niskiego zakresu i przełączała na wysoki. W środku roku wprowadzono ulepszoną skrzynię Gear Start Ultramatic z trzema położeniami selektora, z których środkowe zapewniało automatyczne przełączenie między niskim a wysokim zakresem, przyspieszając start. Wyposażenie dodatkowe pozostało podobne, jak w poprzednim roku; za wspomaganie kierownicy należało dopłacić 178 dolarów.
Cena bazowa bez wyposażenia dodatkowego znacząco wzrosła i wynosiła 3935 USD. Wyprodukowano znacznie mniej, bo 863 sztuki tego modelu. W kolejnym roku wycofano ten model z gamy marki, pozostawiając jedynie droższy kabriolet Caribbean.